# داوید مارکاندلا
داوید مارکاندلا (انگلیسی: Davide Marcandella؛ زادهٔ ۲۱ مارس ۱۹۹۷) بازیکن فوتبال است.
از باشگاه‌هایی که در آن بازی کرده‌است می‌توان به باشگاه فوتبال پادوا اشاره کرد.